# 二里溝駅
二里溝駅（にりこうえき）は中華人民共和国北京市海淀区&西城区にある北京地下鉄6号線および16号線の駅である。

## 歴史
- 2023年3月18日 - 16号線と6号線の乗換駅として同時に開業[1]。

## 駅構造
両線ともに地下駅。

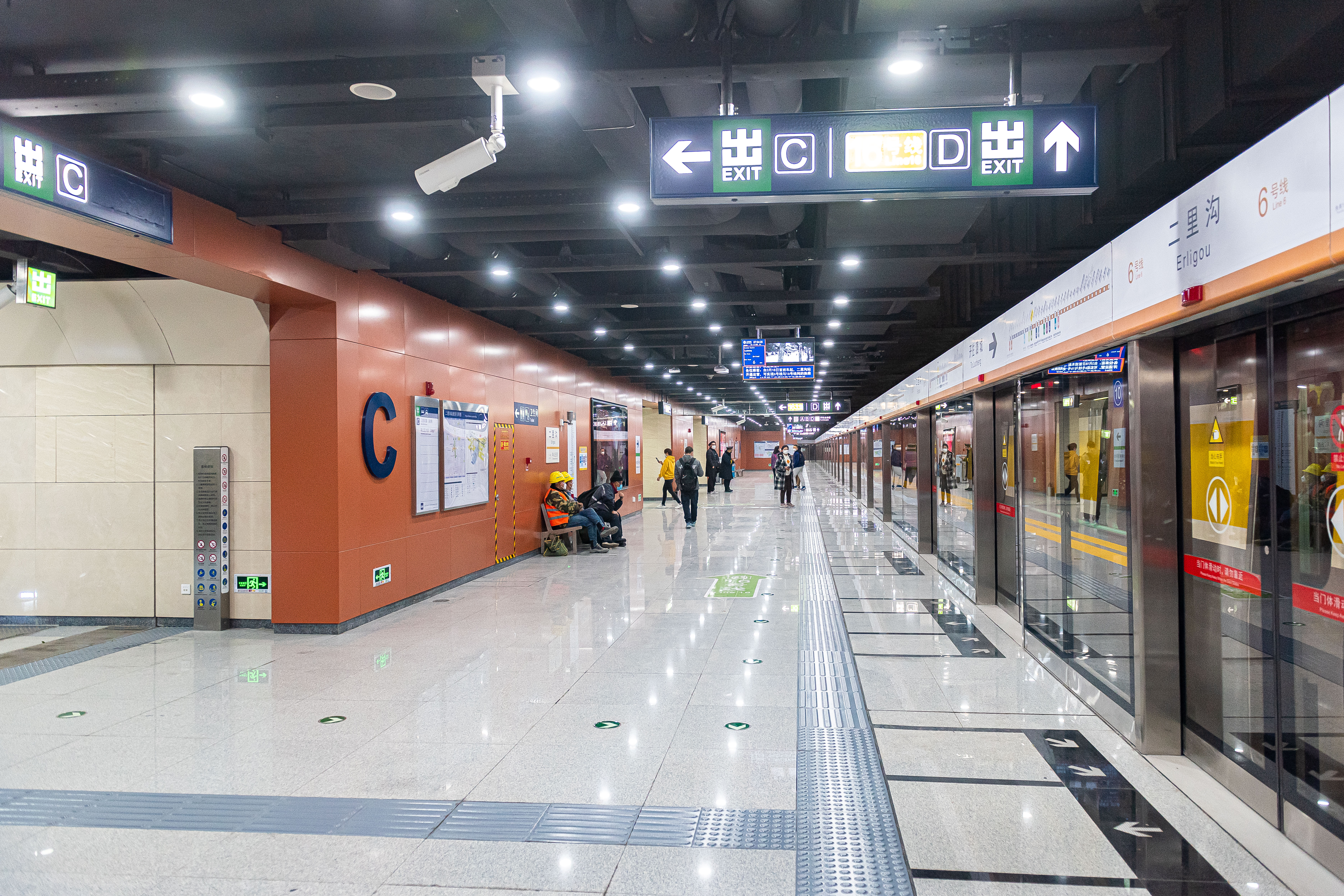
6号線ホーム（潞城行き）
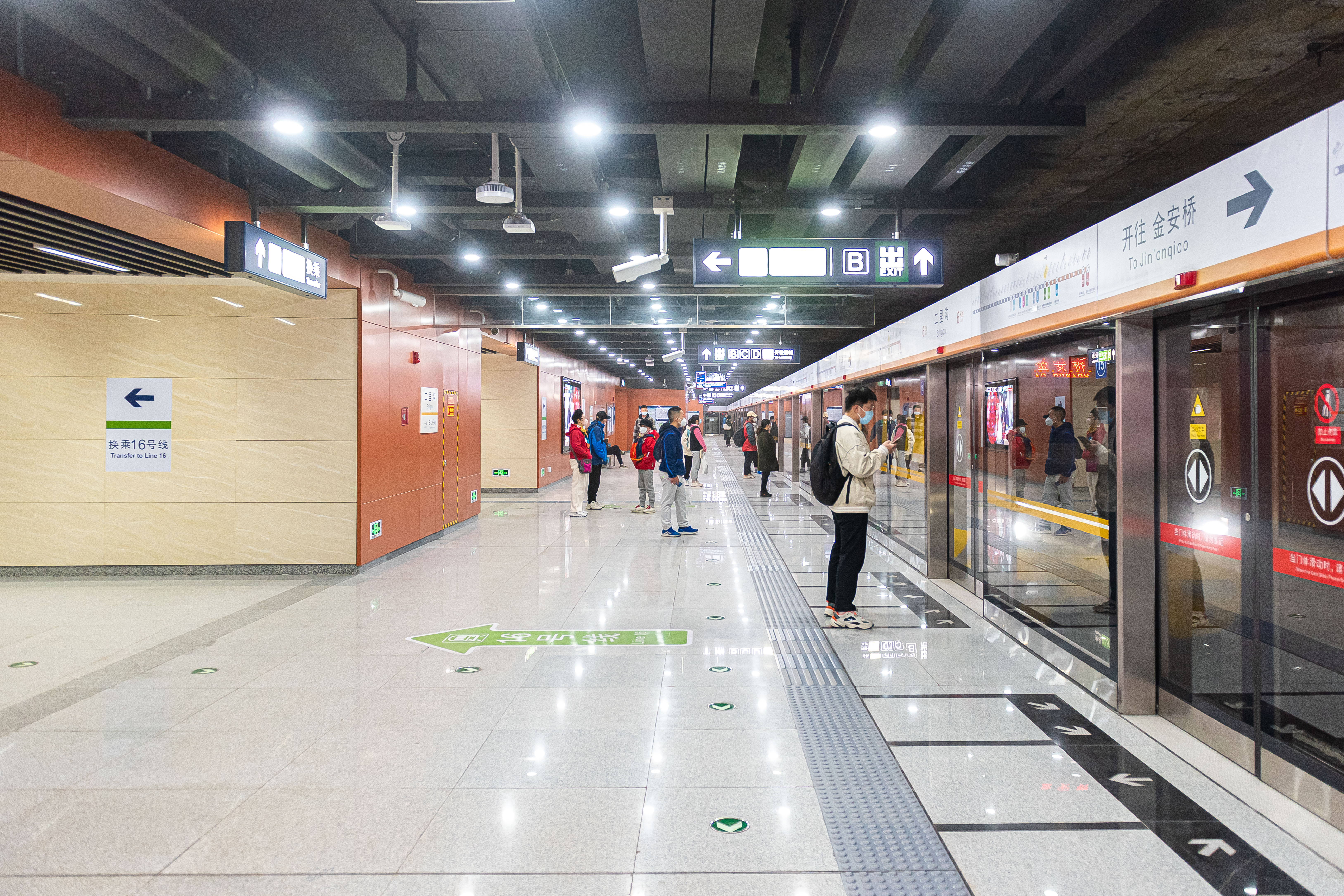
6号線ホーム（金安橋行き）
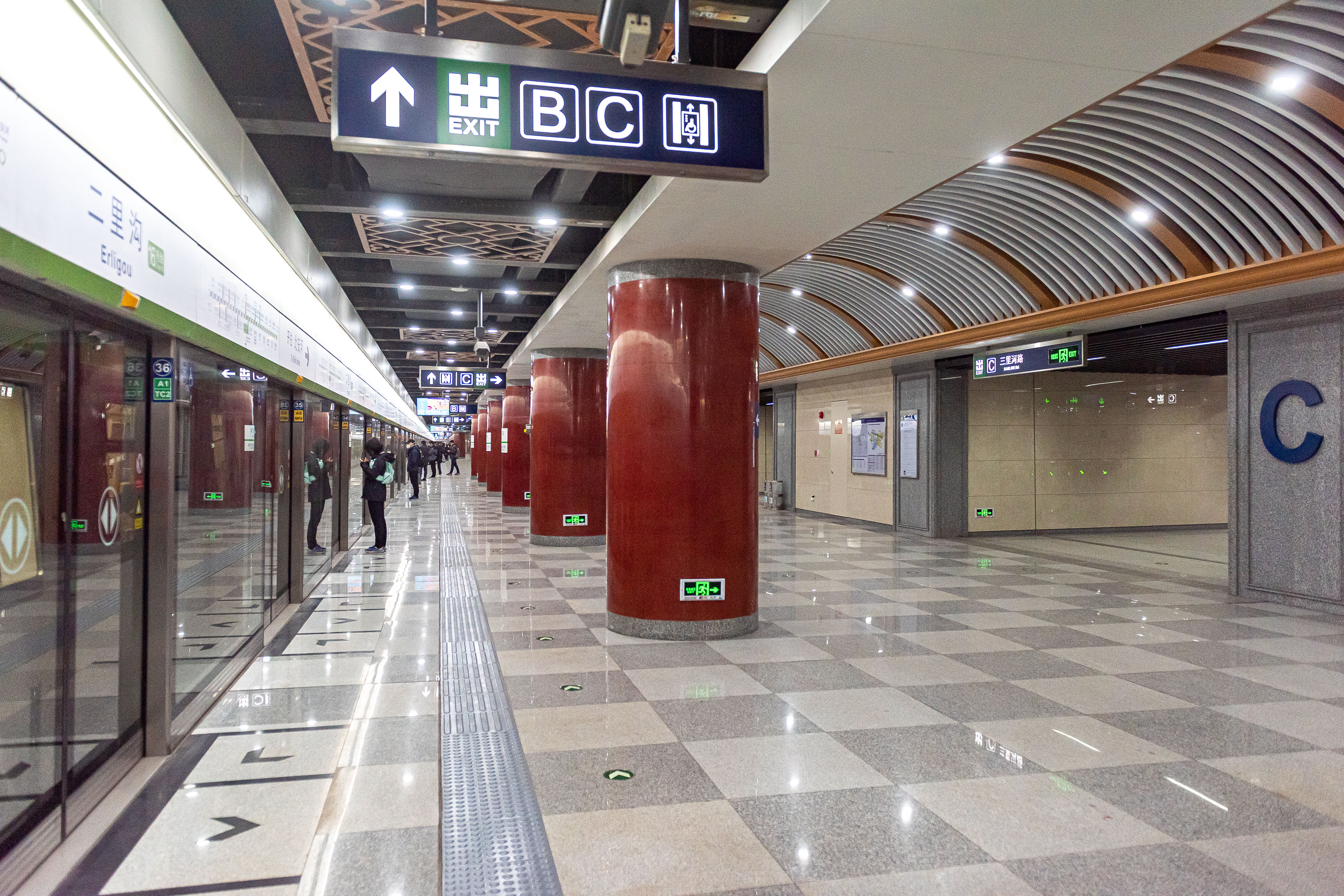
16号線ホーム（北安河行き）
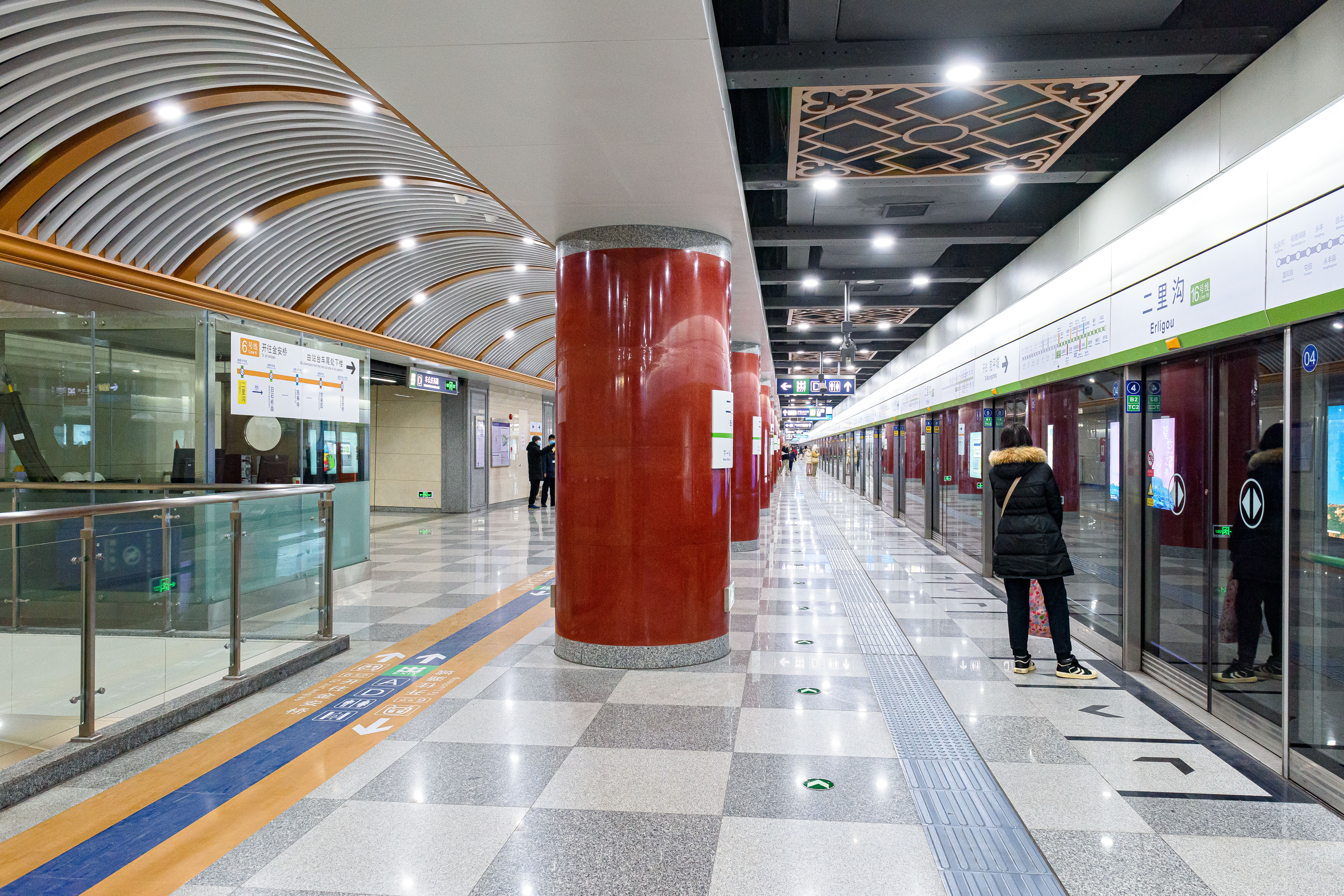
16号線ホーム（宛平城行き）

## 駅周辺
- 新疆ウイグル自治区人民政府駐北京事務所（中国語版）
- 中国建築設計研究院（中国語版）
- 中国城市規制設計研究院（中国語版）
- 中華人民共和国住宅都市農村建設部

## 隣の駅
■6号線
白石橋南駅  - 二里溝駅 - 車公荘西駅
■16号線
国家図書館駅  - 二里溝駅 - 甘家口駅